# Hemicercopis simplex
Hemicercopis simplex är en insektsart som beskrevs av Schmidt 1920. Hemicercopis simplex ingår i släktet Hemicercopis och familjen spottstritar. Inga underarter finns listade i Catalogue of Life.